# Сьома жертва (оповідання)
«Сьома жертва» (англ. Seventh Victim) — оповідання класика фантастичного жанру Роберта Шеклі. Написане 1953 року, вперше опубліковане 1954.
В оповіданні йдеться про події майбутнього, де описується суспільство, в якому для відвернення воєн існує смертельна гра. Оповідання входить до циклу «Жертва». Елементи з цього оповідання вплинули на жанру кіберпанку.

## Сюжет
У майбутньому існує гра «Велике полювання», де учасники по черзі стають «мисливцем» і «жертвою», поки один з учасників не загине. Стентон Фрелейн продає бронежилети гравцям у «Велике полювання». В черговій грі досвідчений мисливець Фрелейн намагається вистежити та вбити призначену жертву. Його старший партнер по компанії Е. Дж. Моргер є членом «Клубу десяток», куди належать ті, хто виграли 10 раундів.
Фрелейн виграє і отримує своє сьоме призначення мисливцем, а його майбутньою жертвою стає жінка Джанет-Марі Пациг з Нью-Йорка. Мисливець ніколи раніше не чув, щоб жінки грали в «Велике полювання». Щоб впевнитися в правилах, він телефонує в Бюро емоційного катарсису. Бюро розпоряджається грою та було створено після Четвертої світової війни, щоб забезпечити вихід для агресії та запобігти майбутнім війнам. Вони підтверджують, що призначеною жертвою дійсно є жінка.
Прибувши у Нью-Йорк, Фрелейн іде на прогулянку, щоб розвідати обставини життя жертви. Вона сидить у кафе просто неба й курить сигарету. Мисливець знову зв'язується з Бюро, щоб переконатися, чи знає вона про свою роль жертви. Бюро запевняє, що все відбувається за правилами.
Фрелейн не хоче вбивати жертву, яка не дасть йому хоч якоїсь відсічі. Шукаючи гострих відчуттів, він наражає себе на небезпеку, наближаючись до неї. Він прикидається, що прибув у місто у справах і прямує до Джанет-Марі, щоб влаштувати з нею побачення, але сподівається, що вона розкриє його зловмисний задум і проявить агресію.
Джанет-Марі спочатку відкидає залицяння Фрелейна, кажучи, що вона, ймовірно, скоро помре. Вона пояснює, що безуспішно намагалася стати в Нью-Йорку актрисою, а потім взяла участь у «Великому полюванні» задля гострих відчуттів. Але під час першого раунду в ролі мисливця вона не наважилася вбити призначену жертву. Тепер, сама ставши жертвою в наступному раунді, вона не в змозі застрелити свого мисливця. Тому вона просто чекає, щоб її вбили.
Фрелейн і Джанет-Марі вирішують провести день разом. Але жертва не може перестати думати про своє неминуче майбутнє. Фрелейн розуміє, що закохався в неї, і визнає, що є мисливцем на неї. Та він каже, що краще одружиться з нею, ніж уб'є. Відчувши велике полегшення, вона цілує його, а потім запалює сигарету. Слідом вона стріляє в нього з пістолета, захованого в запальничці, та каже, нарешті може приєднатися до «Клубу десяток».

## Екранізація
- 1961 року у Великій Британії знято телеспектакль «Клуб убивць» (Murder Club), режисером була телепродюсер Ірен Шубік. Головну роль зіграв Річард Брірс[en], більше про цю постановку нічого відомо, оскільки плівка не збереглася[1]. (рос.)
- Фільм «Десята жертва» (1965).